# كأس السوبر الأوروبي 1973
كأس السوبر الأوروبي 1973 هي النسخة الثانية من بطولة كأس السوبر الأوروبي٬ وكانت تجمع بين أياكس أمستردام بطل الكأس الأوروبية وهذه النسخة٬ وبين إي سي ميلان بطل كأس الاتحاد الأوروبي للأندية أبطال الكؤوس؛ وكانت ذهابًا وإيابًا٬ في مباراة الذهاب فاز إي سي ميلان 1:0؛ ولكن أياكس أمستردام قلب الأحوال على بعضها بفوزه 6:0 في الإياب٬ لتنتهي بإجمالي 6:1 لصالح أياكس أمستردام.